# Festival du film britannique de Dinard 2021
Le festival du film britannique de Dinard 2021, 32e édition du festival, se déroule du 29 septembre au 3 octobre 2021.

## Déroulement et faits marquants
Le 31 août 2021, les organisateurs annoncent la composition du jury : l'actrice Bérénice Bejo sera à la présidence du jury et les autres membres seront Paul Webster, Mohamed Hamidi et Laura Smet.
Le 3 octobre 2021, le palmarès est dévoilé : le film Limbo de Ben Sharrock (en) remporte le Hitchcock d'or et le prix du public.

## Jury

### Longs métrages
- Bérénice Bejo (présidente du jury), actrice  France
- Paul Webster (en), producteur  Royaume-Uni
- Mohamed Hamidi, réalisateur  France  Algérie
- Laura Smet, actrice  France
- Eye Haïdara, actrice  France
- Jean des Forêts, producteur  France
- Finnegan Oldfield, acteur  France  Royaume-Uni

## Sélection

### En compétition
- Creation Stories de Nick Moran
- Limbo de Ben Sharrock (en)
- Ride the Wave de Martyn Robertson
- Sweetheart (en) de Marley Morrison
- The Power de Corinna Faith
- Wildfire (film) (en) de Cathy Brady (en)

### Hors compétition

#### Dinard Rocks the Casbah
- Laurent Garnier: Off the Record de Gabin Rivoire
- Poly Styrene: I am a Cliché de Paul Sng et Celeste Bell
- Rudeboy: The Story of Trojan Records de Nicolas Davies

#### Quelle Horreur!
- A Banquet de Ruth Paxton
- Censor de Prano Bailey-Bond (en)
- Martyrs Lane (en) de Ruth Platt (en)

#### To Be or Not to Be
- After Love de Aleem Khan (en)
- Ali & Ava de Clio Barnard
- Help (en) de Marc Munden (en)
- Make Up (en) de Claire Oakley (en)
- Mogul Mowgli de Bassam Tariq
- The Chef de Philip Barantini

#### It's Teen Spirit
- Beats de Brian Welsh
- Days of the Bagnold Summer (en) de Simon Bird
- Our Ladies de Michael Caton-Jones
- Romeo and Juliet de Simon Godwin
- Sweetheart (en) de Marley Morrison
- Sais-tu pourquoi je saute ? (The Reason I Jump) de Jerry Rothwell

#### Land & Sea
- Bait (en) de Mark Jenkin (en)
- Cow de Andrea Arnold
- Fanny Lye Deliver'd de Thomas Clay
- Ride the Wave de Martyn Robertson
- Iorram de Alastair Cole

#### Irish Eyes in Dinard
- Arracht de Tom Sullivan
- Calm with Horses de Nick Rowland
- Herself de Phyllida Lloyd
- The Bright Side de Ruth Meehan
- To the Moon de Tadhg O'Sullivan

### intégraleJoanna Hogg
- Unrelated
- Archipelago
- Exhibition
- The Souvenir
- The Souvenir Part II

#### Séances spéciales
- Last Night in Soho de Edgar Wright
- The Storms of Jeremy Thomas de Mark Cousins
- The Tiger Who Came to Tea de Robin Shaw
- Le Journal de Bridget Jones de Sharon Maguire
- Un endroit comme un autre (Nowhere Special) de Uberto Pasolini

## Palmarès
- Hitchcock d'or : Limbo de Ben Sharrock (en)
- Prix de la meilleure interprétation : Nora-Jane Noone et Danika McGuigan pour Wildfire
- Prix spécial du jury : Sweetheart de Marley Morrison
- Prix du public : Limbo de Ben Sharrock